# Lambert Mende

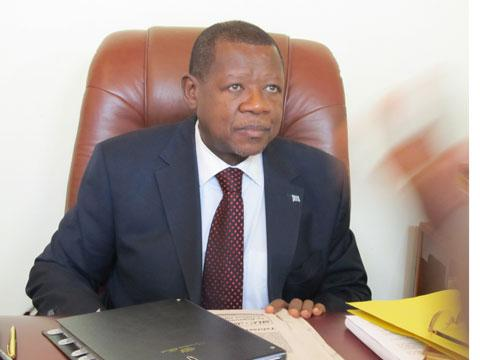
Lambert Mende

Lambert Mende Omalanga (* 11. Februar 1953 in Lodja) ist ein kongolesischer Politiker der United Congolese Convention (CCU), deren Vorsitzender er seit 2006 ist. Er ist derzeit Minister für Kommunikation und Medien und Regierungssprecher seines Landes.

## Leben
Er schloss ein Studium der Rechtswissenschaften an der Universität Kinshasa und einem Abschluss in Kriminologie an der Universität Brüssel (ULB) ab.
In den 1980er Jahren war Mende im Mouvement Populaire de la Révolution (MPR) aktiv und moderierte im Radio Sendungen über die Jugendarbeit der Bewegung. Nach einigen Jahren im Exil als Aktivist in Europa, gehörte er 1990 bis 1992 zur Nationalkonferenz (Conférence Nationale Souveraine) und schloss sich später im Zweiten Kongokrieg dem Rassemblement Congolais pour la Démocratie (RCD) an. Von 2003 bis 2007 war Mende Mitglied des kongolesischen Senats. Seit 2006 ist er Parlamentsmitglied für den Bezirk Lodja und seit 2008 Minister für Kommunikation und Medien.
Als Minister für Kommunikation und Medien und Regierungssprecher ist er seit 2008 nach Ansicht der Europäischen Union, die ihn auf eine Sanktionsliste setzte, für die repressive Medienpolitik in der Demokratischen Republik Kongo verantwortlich, die gegen die Meinungs- und Informationsfreiheit verstößt und eine einvernehmliche und friedliche Lösung im Hinblick auf Wahlen untergräbt. Am 12. November 2016 hat Mende ein Dekret erlassen, das die Möglichkeit ausländischer Medien, in der Demokratischen Republik Kongo zu senden, einschränkt. Im Widerspruch zu der politischen Einigung zwischen der Präsidentenmehrheit und den Oppositionsparteien vom 31. Dezember 2016 sind die Sendungen einer Reihe von Medien bis Mai 2017 nicht wieder aufgenommen worden. Als Minister ist Lambert Mende daher für die Behinderung einer einvernehmlichen und friedlichen Lösung im Hinblick auf Wahlen unter anderem durch Gewaltakte, Repression oder Aufstachelung zur Gewalt oder durch die Untergrabung der Rechtsstaatlichkeit verantwortlich.

## Veröffentlichungen
- Dans l’oeil du cyclone. Congo-Kinshasa: les années rebelles 1997–2003 revisitées. L’Harmattan, 2008